# 国家社会主义日本劳动者党
国家社会主义日本工人党（日语：／ Kkokashakaishugi Nippon Roudoushatou */?）是日本的一个小型极右翼新納粹主义政党。由山田一成领导并维护网站和博客，其中包括对阿道夫·希特勒和九一一袭击的赞美，否認南京大屠殺與猶太人大屠殺，支持纳粹德国等行為。大屠杀否认者山田与内阁大臣高市早苗和日本自由民主党政策研究负责人稻田朋美合影的照片在网站上被发现，成为争议的来源；两人都否认支持该党。